# Chalcolema
Chalcolema es un género de escarabajos  de la familia Chrysomelidae. En 1890 Jacoby describió el género. Contiene las siguientes especies:
- Chalcolema glabrata Tan, 1982
- Chalcolema mausonika Eroshkina, 1992
- Chalcolema sangzhiensis Tan, 1993
- Chalcolema splendida Tan, 1992